# Pagnoz
Pagnoz é uma comuna francesa na região administrativa de Borgonha-Franco-Condado, no departamento de Jura. Estende-se por uma área de 3,29 km². Em 2010 a comuna tinha 230 habitantes (densidade: 69,9 hab./km²).